# Тахітое
Тахітое (1808 — 13 квітня 1881) — король Раіатеа. Початок правління — 8 лютого 1871 рік, закінчення правління — 13 квітня 1881 рік.

## Біографія
Тахітое та інші провідні вожді та губернатори Раіатеа і Тахаа відмовилися прийняти правління Таматоа V у 1858 році. Тамарі, голова ради, та інші намагалися подати петицію до Сполучених Штатів з проханням віддати острови під американський протекторатом. Листи були надіслані консулом Сполучених Штатів у Раітеа  Генрі Оунером до державного секретаря Льюїс Касс. Дипломатичний трюк був виявлений французькими колоніальними чиновниками на Таїті, і дворяни Raiatean викупили двох американських мешканців: Джозефа Джордана та Томаса Крофта та місцевого жителя на ім’я Поаре. Тахіто, який не підписав прохання про протекторат, виступив проти секретного плану та написав президенту Джеймсу Б'юкенену, що пропозиція не була схвалена народом. Консул був відкликаний Сполученими Штатами через страх помсти Франції за його участь у справі. Таматоа V було відновлено на посаді 4 грудня 1859 року після того, як він погодився співпрацювати з губернаторами.

## Родина
Тахітое народився в 1808 році. Він був сином принца Хіхіпи з Раіатеа та його дружини Те-опуа. Його батько був онуком короля Таматоа III Раіатеа і Тахаа.
У 1810 році Тахітое одружився з Те'євою. У 1836 році він повторно одружився з Метуааро. Мав 8 дітей.
- Принцеса Рере-ао Тахіто.
- Принц Теаупото
- Принцеса Тетуайтера
- Принцеса Тейхотуа
- Принцеса Вайраатоа
- Принцеса Аріітрія
- Принц Тахіторай
- Принцеса Тетупая

Ще одна дочка була королевою Туарії, яка керувала урядом опору проти Франції з 1888 по 1897 рік .